# 漢密爾頓湖 (阿肯色州)
漢密爾頓湖（英語：Lake Hamilton）是位於美國阿肯色州加蘭縣的一個人口普查指定地區。

## 地理
漢密爾頓湖的座標為34°25′41″N 93°05′17″W / 34.42806°N 93.08806°W，而該地最高點為海拔高度137米（即449英尺）。

## 人口
根據2020年美國人口普查的數據，漢密爾頓湖的面積為10.31平方千米，當中陸地面積為5.36平方千米，而水域面積為4.95平方千米。當地共有人口2084人，而人口密度為每平方千米202人。